# This Light I Hold
This Light I Hold ist das fünfte Studioalbum der US-amerikanischen Metalcore-/Post-Hardcore-Band Memphis May Fire aus Dallas, Texas. Es erschien am 28. Oktober 2016 weltweit über Rise Records.

## Entstehungsgeschichte
Bereits am 27. Januar 2016 wurde bekannt, dass die Gruppe an neuem Material arbeiten würden. Wenige Wochen später, am 9. Februar, wurde offiziell angekündigt, dass die Gruppe mit den Arbeiten an dem Nachfolger von Unconditional beginnen werde. Hierfür arbeitete die Gruppe mit den Produzenten Matt Good in Phoenix, Arizona und Cameron Mizell zusammen.
Anfang August wurden Gerüchte laut, dass die Gruppe mit Jacoby Shaddix von Papa Roach zusammen an einem Lied arbeiten würden. Diese Gerüchte stellten sich schließlich am 29. September 2016 mit der Veröffentlichung des nach dem Album betitelten Liedes als Wahrheit heraus. Im Musikvideo hat außerdem Levi Benton von Miss May I einen Gastauftritt.
Am 29. August 2016 wurde das Album offiziell für den 28. Oktober 2016 angekündigt, die Vorbestellungsphase eingeläutet und mit Carry On die erste Singleauskopplung veröffentlicht. Neben Jacoby Shaddix hat auch der ehemalige My-American-Heart-Sänger Larry Soliman einen Gastauftritt im Stück Not Over Yet.

## Titelliste
| #   | Titel             | Länge | Anmerkungen                   |
| --- | ----------------- | ----- | ----------------------------- |
| 1.  | Out of It         | 4:14  |                               |
| 2.  | Carry On          | 3:23  | 1. Single                     |
| 3.  | Wanting More      | 3:48  |                               |
| 4.  | Sever the Ties    | 3:34  |                               |
| 5.  | The Enemy         | 3:51  |                               |
| 6.  | This Light I Hold | 4:08  | 2. Single; mit Jacoby Shaddix |
| 7.  | That’s Just Life  | 3:37  |                               |
| 8.  | Letting Go        | 3:31  |                               |
| 9.  | The Antidote      | 3:35  |                               |
| 10. | Better Things     | 3:58  |                               |
| 11. | Not Over Yet      | 3:50  | mit Larry Soliman             |
| 12. | Unashamed         | 3:29  |                               |
| 13. | Live It Well      | 3:57  |                               |

## Promotion

### Veröffentlichungen
Am 29. August 2016 wurde mit Carry On die Hauptsingle des Albums veröffentlicht. Genau einen Monat später folgte die Herausgabe der zweiten Single in welchem Jacoby Shaddix von Papa Roach einen Gesangspart übernommen hat, mitsamt Musikvideo, wo auch Levi Benton von Miss May I zu sehen ist.

### Tourneen
Am 2. August 2016 wurde für den Zeitraum zwischen dem 11. Oktober und dem 4. November eine Tournee durch die Vereinigten Staaten, bei der Memphis May Fire mit Silverstein und Like Moths to Flames im Vorprogramm von The Devil Wears Prada spielen, angekündigt. Bereits im Juli erfolgte die Bekanntgabe einer Tournee durch mehrere Staaten Europas, die in gleicher Besetzung ausgetragen wird, für November und Dezember.